# Нитрат уранила-калия
Нитрат уранила-калия — неорганическое соединение,
комплексный нитрат калия и уранила с формулой K(UO2)(NO3)3,
жёлто-зелёные кристаллы,
растворяется в воде.

## Физические свойства
Нитрат уранила-калия образует жёлто-зелёные кристаллы двух кристаллических модификаций:
- α-K(UO2)(NO3)3, моноклинная сингония, пространственная группа C 2/c, параметры ячейки a = 1,34877 нм, b = 0,95843 нм, c = 0,79564 нм, β = 116,124°, Z = 8.
- γ-K(UO2)(NO3)3, ромбическая сингония, пространственная группа P bca, параметры ячейки a = 0,934 нм, b = 1,246 нм, c = 1,595 нм, Z = 8.

Хорошо растворяется в воде.